# Enrique Santos Gayoso
Enrique Santos Gayoso (La Coruña, 1947) es un historiador español, especializado en el estudio de la prensa gallega y de los medios de comunicación del Estado.

## Trayectoria
Hijo y nieto de importantes periodistas, comenzó los estudios de geografía e historia en la USC y colaboró en El Correo Gallego y La Opinión de A Coruña.

## Obra
- Historia de la Prensa Gallega 1800-1986. Sada: Ediciós do Castro. 1990. ISBN 84-7492-489-8.
- Historia de la Prensa Gallega 1800-1993. Sada: Ediciós do Castro. 1995. ISBN 84-7492-767-6.
- Diccionario de pseudónimos y apodos gallegos. Santiago de Compostela: Nino - Centro de impresión digital. 2002. ISBN 84-688-0795-8.
- Índice general de la prensa gallega: relación anual de las publicaciones periódicas gallegas: 1800 - 1993. Santiago de Compostela: Nino - Centro de impresión digital. 2007. ISBN 978-84-690-7862-4.
- Historia de la prensa gallega: cuatro siglos de publicaciones periódicas (1800-2012), Tomo I: 1800-1932; Tomo II: 1933-2012; Tomo III: Índices. La Coruña: E. Santos. 2014.[2]